# Wąglów
Wąglów – wieś w Polsce położona w województwie świętokrzyskim, w powiecie koneckim, w gminie Stąporków.
W latach 1975–1998 miejscowość administracyjnie należała do województwa kieleckiego.
Wierni kościoła rzymskokatolickiego należą do parafii św. Wawrzyńca w Niekłaniu Wielkim.

## Nazwa
Nazwa wsi pochodzi od nazwiska kuźnika Stanisława Wągla. Na początku XVII wieku znajdowała się tu kuźnica prowadzona przez rodzinę Kozłów (Kozów). W księgach szydłowieckich oblatowano sporządzony w 1639 roku testament Tomasza Wróbla, mieszczanina szydłowieckiego, w którym wymieniono m.in. Stanisława Wągla, kuźnika na Kozłowie. Rejestr (podatku) pogłównego generalnego województwa sandomierskiego w 1662 roku wymienia w parafii Niekłań powiatu opoczyńskiego Minerę Kozłów (od której kuźnik płacił 7 złotych za siebie i swoją rodzinę, a od 15 osób czeladzi płacił 22 złote i 15 groszy). Podobnie było w 1673 roku, gdy rejestr - w miejsce kuźnicy Kozłów - wymienia już zakład pod zmienioną nazwą - tj. kuźnicę Wąglów. Analogiczny rejestr z 1674 roku stwierdza, że z kuźnicy Wąglów ("Waglow Minera") kuźnik za siebie, żonę, syna oraz służącego płacił 11 złotych, za pracownika (inflator) z żoną - 3 złote, a od dwóch poddanych chłopów - 4 złote. Jak wynika z akt prowadzonego przed sądem biskupim w 1640 roku sporu między Stanisławem Wąglem, jego braćmi, siostrami i synowcami, a Dorotą Kmieciówną, wdową po Janie Wąglu, a wówczas już żoną szlachcica Wojciecha Chmielowskiego (dzierżawcy kuźnicy Gilowskiej, zwanej później "Błoto") - Stanisław Wągl był rodzonym bratem Jana Wągla, kuźnika na kuźnicy Baranowskiej, a następnie kuźnicy Marcinkowskiej. Prawdopodobnie Stanisław Wągl z kuźnicy Kozłów (później Wąglów) jest tożsamy ze Stanisławem Wąglem z podkieleckiej wsi Szydłówek, który 26 stycznia 1641 roku wraz z żoną Zofią chrzci w katedrze kieleckiej córkę Dorotę.

## XVIII wiek
W 1712 roku Jan Zalaszewski, ówczesny dziedzic Niekłania Mniejszego wraz z kuźnicą Wąglów i kuźnicą Zdanowską, zapisał na minerze Wąglów 2000 złotych do ołtarza N.M.P. Różańcowej na prebendę, na śpiewanie różańca w kościele.
W 1763 roku kuźnica Wąglów, wówczas własność Stanisława Małachowskiego, została oddana w roczną dzierżawę (arendę) uczciwemu Stanisławowi Skorupce.